# Festival Internacional de Curtas-Metragens de Kiev
O Festival Internacional de Curtas de Kiev (Em inglês: Kyiv International Short Film Festival, ou KISFF) é um festival de cinema anual que acontece em Kiev, Ucrânia. O festival é focado em apresentar a ampla gama de curtas-metragens de todo o mundo, criados tanto por cineastas profissionais quanto por estudantes de cinema ou cineastas independentes, e desenvolver um espaço de apresentação do cinema ucraniano e de comunicação e troca de experiências entre diretores e artistas ucranianos e internacionais.